# Trường Đại học Điện lực
Trường Đại học Điện lực (tiếng Anh: Electric Power University) trực thuộc Bộ Công thương Việt Nam, là trường đại học định hướng ứng dụng-thực hành, chuyên đào tạo cử nhân và kỹ sư hệ 4.5 năm, được thành lập ngày 19 tháng 5 năm 2006, trên cơ sở nâng cấp trường Cao đẳng Điện lực.

## Lịch sử
Tiền thân của Trường Đại Học Điện Lực là Trường Kỹ nghệ thực hành Hà Nội do người Pháp thành lập năm 1898. Sau năm 1954, Nhà nước Việt Nam đã tách Trường Kỹ nghệ thực hành thành trường Kỹ thuật I và trường Kỹ thuật II.
Tháng 8/1962 Trường Kỹ thuật I được đổi tên thành Trường Trung cao Cơ Điện, ngày 8/2/1966 Trường Trung cao Cơ điện được tách ra thành Trường Trung hoc Điện (sau đó đổi tên là Trung học Điện I) và Trường Trung học Cơ khí (nay là trường Đại học Công nghiệp Hà Nội).l
Tháng 4 năm 2000, thực hiện chủ trương sắp xếp lại mạng lưới các trường thuộc Tổng Công ty Điện lực Việt Nam (EVN), Bộ Công nghiệp quyết định hợp nhất Trường Bồi dưỡng tại chức với Trường Trung học Điện I và lấy tên là Trường Trung học Điện I trực thuộc Tập đoàn Điện lực Việt Nam.
Ngày 26/10/2001 Bộ Giáo dục và Đào tạo quyết định nâng cấp Trường Trung học Điện I thành Trường Cao đẳng Điện lực. Ngày 19/5/2006 với quyết định số 111/2006/QĐ-TTg, Thủ tướng Chính phủ đã cho phép thành lập Trường Đại học Điện lực trên cơ sở trường Cao đẳng Điện lực. Trường Đại học Điện lực là cơ sở đào tạo đại học, trực thuộc Tổng công ty Điện lực Việt Nam, Bộ Công nghiệp, có tư cách pháp nhân, có con dấu, tài khoản riêng; trụ sở đặt tại thành phố Hà Nội.

## Thành tích
- Năm 1976 được trao Huân chương Lao động hạng Ba;
- Năm 1958, năm 2001 được trao 2 Huân chương Lao động hạng Nhì;[2]
- Năm 2006 được tặng thưởng Huân chương Lao động hạng Nhất;
- Năm 2011 được tặng thưởng Huân chương Độc lập hạng Ba;

Ngoài ra còn có 5 Bằng khen của Thủ tướng Chính phủ.

## Bê bối liên quan
- Tại kết luận thanh tra số 3424/KL-BCT ngày 13/5/2020, Trường Đại học Điện lực phải đối chiếu thu hồi số tiền thất thoát là 45.856.473.856 đồng, đến ngày 29/03/2021 tại kết luận xác minh số 1723/KL-BCT của Bộ công thương, Trường Đại học Điện lực mới thu hồi được số tiền 229.000.000 đồng (xấp xỉ 0.5%). Trong một diễn biến trả lời báo trí ngày 11/6/2021 Ông Đỗ Thắng Hải thứ trưởng Bộ công thương "Bộ công thương yêu cầu Trường Đại học Điện lực thực hiện nghiêm túc, nếu Trường Đại học Điện lực không thực hiện, Bộ sẽ chuyển hồ sơ sang cơ quan có thẩm quyền, cụ thể là Bộ công an". Trách nhiệm xẩy ra các sai phạm thuộc về người đứng đầu Ông Lê Anh Tuấn Chủ tịch Hội đồng trường, Ông Trương Huy Hoàng Hiệu trưởng Nhà trường.
- Năm 2017, trường ĐH Điện lực in lại phôi bằng theo logo mới nhưng không thực hiện huỷ bỏ phôi bằng cũ theo quy định. Trường không rà soát, đối chiếu, kiểm tra phôi bằng cấp, in và phát cho sinh viên trong giai đoạn 2011-2018 khiến công tác quản lý phôi bằng trong giai đoạn này chưa thực hiện đúng theo quy định trong việc phát và thu hồi phôi bằng.[4]

### Nghi vấn đường dây nâng điểm
- Năm 2019, có thông tin tố cáo cùng nhiều bằng chứng về tình trạng tiêu cực một cách có hệ thống trong công tác đào tạo tại khoa Điều khiển và Tự động hóa. Theo đó, hàng trăm bài thi kết thúc học phần học kỳ I, năm học 2018 - 2019 của sinh viên Khoa Điều khiển và Tự động hóa đều chứa các ký hiệu lạ. Sau đó, những bài thi này đều đồng loạt được nâng điểm một cách khó hiểu.[5][6][7]
- Có thông tin về nghi vấn ông Trương Huy Hoàng - Hiệu trưởng Đại học Điện lực đã ký cấp bằng tốt nghiệp cho nhiều sinh viên không đạt chuẩn trong đợt ra trường vào tháng 3.2019. Nhiều sinh viên không có quyết định đào tạo, điểm thi dưới điểm trúng tuyển hay thậm chí không có cả điểm thi đầu vào nhưng vẫn được theo học và ra trường "trót lọt". Qua kiểm tra xác suất danh sách sinh viên trúng tuyển một ngành học của Trường ĐH Điện lực năm 2013 cho thấy, trong số 222 sinh viên, có đến 140 sinh viên có điểm đầu vào thấp hơn điểm trúng tuyển.[5][8][9]

### Sai phạm đầu tư, thu chi tài chính
- Tại thời điểm ngày 31/12/2018, theo  kết luận của Thanh tra Bộ Công thương cho thấy trường tồn tại một số dư công nợ phải thu của sinh viên trên phần mềm theo dõi học phí với số tiền hơn 18 tỷ 641 triệu đồng. Việc tổ chức học, thu học phí và thi kết thúc học phần tại trường không đảm bảo tính rõ ràng, minh bạch.[4][10]
- Trường Đại học Điện lực đã đầu tư 100% mua lại trường Hồng Lam chưa đúng quy định của pháp luật, chưa thực hiện đầy đủ các thủ tục, chưa xin ý kiến của cơ quan chủ quản, chưa thực hiện thẩm định khi ký hợp đồng chuyển nhượng, giá trị chuyển nhượng cao hơn giá trị thẩm định là 248 triệu đồng.[11][12][13]

### Thu phí trái luật
- Đoàn thanh tra của Bộ Công Thương đã phát hiện Khoa Điều khiển tự động hoá thực hiện một số khoản thu đối với sinh viên không có trong quy chế của nhà trường như lệ phí tốt nghiệp, lệ phí trả nợ môn học, lệ phí thực tập, lệ phí thi lại lần 3, không đảm bảo cân đối thu học phí với chi phí đào tạo.. Việc tự thực hiện tổ chức tự thu của trường ĐH Điện lực chưa đúng do trường tự chi chưa quyết toán thu, chi sai quy định và nguyên tắc quản lý tài chính. Việc tổ chức thu, chi học phí ở một số khoa, ngành không đảm bảo tính rõ ràng, minh bạch.[11][14]
- Theo kết luận của Thanh tra Bộ Công Thương, tại khoa Điều khiển và Tự động hoá "có dấu hiệu" thu tiền "chống trượt" của sinh viên Cao đẳng khoá 16. Một sinh viên xác nhận có nộp tiền "chống trượt" tốt nghiệp với tổng số tiền 70 triệu đồng. Thanh tra Bộ, Trường Đại học Điện lực cũng chưa làm rõ được, không có minh chứng cho việc ai đưa tiền - ai nhận tiền, dẫn đến chưa kết luận được sự việc có hay không việc thu tiền này, nhiều báo viết chưa chính xác kết luận thanh tra chỉ ghi:"có dấu hiệu".[15]

### Kê khống thành tích giảng dạy
- Ngày 21/6/2019, Trường ĐH Điện lực gửi Báo cáo số 857/ĐHĐL gửi Thanh tra Bộ Công Thương. Mặc dù nhiều năm không tham gia giảng dạy một môn học nào, không giảng dạy giờ nào, nhưng ông Trương Nam Hưng - nguyên Trưởng Khoa Công nghệ Năng lượng (CNNL) - Phó Hiệu trưởng Trường Đại học (ĐH) Điện lực, vẫn kê khai đầy đủ khối lượng giảng dạy, thậm chí hằng năm vẫn kê khai khối lượng thừa giờ và nhiều năm liền đạt danh hiệu Chiến sĩ Thi đua cấp trường, đủ điều kiện nhận danh hiệu Chiến sĩ Thi đua cấp Bộ.[16]

### Sinh viên không đủ tiêu chuẩn vẫn được cấp bằng tốt nghiệp
- Trong kết luận xác minh của Bộ Công Thương liên quan đến các nội dung tố cáo, phản ánh về nội dung tố cáo "Sau khi lập Tổ rà soát và biết rõ rất nhiều sinh viên không đủ tiêu chuẩn để được xét tốt nghiệp nhưng vẫn cho xét tốt nghiệp (ông Trương Huy Hoàng - Hiệu trưởng đã có các quyết định thành lập các Tổ rà soát số 75 ngày 18/1/2018, số 1493 ngày 30/8/2018, số 121 ngày 12/2/2019)", kết quả xác minh của Bộ Công Thương về tố cáo này cho thấy, công tác tuyển sinh và quản lý phôi bằng, cấp bằng tốt nghiệp của Trường Đại học Điện lực đối với một số sinh viên là không đúng quy định.[17]

## Các Khoa chuyên ngành
- Khoa Kỹ thuật điện;
- Khoa Công nghệ Năng lượng;
- Khoa Điều khiển và Tự động hóa;
- Khoa Công nghệ Thông tin;
- Khoa Điện tử - Viễn thông;
- Khoa Cơ khí và Động lực;
- Khoa Quản lý Công nghiệp và Năng lượng;
- Khoa Kinh tế và Quản lý;
- Khoa Khoa học Tự nhiên;
- Khoa Xây Dựng;
- Khoa Ngoại ngữ;
- Bộ môn Khoa học chính trị;
- Bộ môn GDTC & QPAN.

## Các Trung tâm và Viện
- Trung tâm đào tạo thường xuyên;
- Trung tâm đào tạo nâng cao (ACT);
- Trung tâm đào tạo và HTQT (CICT);
- Trung tâm tư vấn viễn thông Điện lực;
- Trung tâm NC ứng dụng và chuyển giao khoa học công nghệ (ART);
- Trung tâm Thí nghiệm - Thực hành;
- Trung tâm học liệu;
- Trung tâm Công nghệ Thông tin;
- Trung tâm Hỗ trợ việc làm và Khởi nghiệp;
- Trường Kinh tế - Kỹ thuật Hồng Lam.

## Các phòng chức năng
- Phòng TCCB;
- Phòng Đào tạo;
- Phòng Đào tạo Sau đại học;
- Phòng Hành chính Quản trị;
- Phòng Kế hoạch - Tài chính;
- Phòng QLKH & HTQT;
- Phòng Thanh tra - pháp chế;
- Phòng Công tác Sinh viên;
- Phòng khảo trí và kiểm định chất lượng.